# Parafia św. Rocha w Rębielicach Królewskich
Parafia św. Rocha w Rębielicach Królewskich – parafia rzymskokatolicka, znajdująca się w archidiecezji częstochowskiej, w dekanacie Kłobuck, erygowana w 1991 roku.